# ساقیه الزیت
ساقیه الزیت (به عربی: ساقیة الزیت) شهری در استان صفاقس کشور تونس است که جمعیت آن در سرشماری سال ۲۰۰۴ میلادی ۴۴٫۸۸۶ نفر بوده‌است.